# K-119 Voronej
Le K-119 puis K-119 Voronej (en russe : К-119 « Воронеж ») est un sous-marin nucléaire lanceur de missiles de croisière du Projet 949A « Anteï » (code OTAN : classe Oscar-II), appartenant à la Flotte du Nord de la Marine soviétique puis de la Marine russe. 

## Service
La quille du K-119 est posée au chantier naval no 402 de la Sevmash de Severodvinsk le 25 février ou le 10 mars 1986.  Le 5 mars 1987, il reprend le pavillon et la distinction du sous-marin K-116 du projet 675. Il est lancé le 16 décembre 1988 ou le 20 juin 1989 et, après avoir validé une série d'essais en mer, il entre en service le 29 décembre 1989,.
Le 16 janvier 1990, le sous-marin est affecté à la 11e division de la 1re flottille de sous-marins de flotte du Nord, stationnée à la base navale de Zapadnaïa Litsa. Le 28 février, il arrive à Zapadnaïa Litsa. Le 3 juin 1992, le sous-marin est reclassé en « croiseur sous-marin nucléaire » (APK).
Le 6 avril 1993, le K-119 est renommé K-119 Voronej. En 1994, il est affecté à la 7e division de sous-marins de la 1re flottille de flotte du Nord, stationnée à Ara Gouba. De février à avril 1996, il effectue une mission opérationnelle dans l'océan Atlantique et en mer Méditerranée, en compagnie du porte-avions Amiral Kouznetsov. D'août à octobre 1997, il est envoyé en mission opérationnelle en Atlantique.
En juin 1999, il participe à exercice Zapad-99. Il reçoit le prix du Commandant-en-chef de la Marine pour tir de missile sur cible de surface. En juillet de la même année, le K-119 Voronej prend part à la parade de la fête de la flotte à Severomorsk.
En avril 2001, le K-119 est affecté à la 11e division de la 1re flottille de sous-marins, basée à Zaoziorsk. En octobre 2006, le sous-marin connaît une avarie de turbine de propulsion, il est placé en entretien,.
En 2008, le K-119 Voronej est placé en IPER pour modernisation au chantier naval SMP Zvezdochka. Le 26 mai 2009, le bâtiment est remis à l'eau après sa modernisation. Il est affecté à la 1re flottille de sous-marins nucléaires de flotte du Nord. Le 18 novembre, il est prévu pour retourner au service actif en 2010. Le 27 mars 2010, la Marine russe annonce qu'il devait effectuer ses essais à la mer à l'été 2010,.
Le 7 novembre 2011, il est de retour à Severodvinsk après des essais après IPER. Au cours de l'IPER, différentes opérations de modernisation sont effectuées : remplacement des turbines à vapeur, reprise de l'étanchéité des générateurs de vapeur, passage sur dock et mise à niveau / réparation des divers mécanismes et équipements,,. Sa durée de vie est prolongée de 3 ans et demi. Le 28 novembre, il regagne sa base opérationnelle, à la fin de ses essais après IPER / modernisation,. 
Le 29 juillet 2012, il participe à la journée de la marine en flotte du Nord. En septembre de la même année, le K-119 procède avec succès à un tir de missile P-700 Granit en plongée sur une cible de surface située à plus de 300 km. Le 19 juin 2013, il participe à un exercice de sauvetage de sous-marin en mer de Barents. Le 7 octobre, il effectue un nouveau tir de missile Granit avec le K-266 Orel.
Le 8 juin 2014, le K-119 Voronej sauve quatre pêcheurs égarés en mer Blanche, dans des conditions de vent et de mer très violentes. Le 13 septembre, isolé, il lance un missile Granit, puis en second en coopération avec le K-410 Smolensk en plongée en mer de Barents.

## Commandants
Premier équipage
- 1988-1996 : capitaine de 1er rang V. A. Kizilov
- 1996-1999 : capitaine de 1er rang N. A. Iefimov
- 1999-2002 : capitaine de 1er rang I. Sidorov
- 2002-2005 : capitaine de 1er rang A. V. Pokrasov
- 2005 : capitaine de 1er rang Rouslan Fuadovitch Liapin
- 2006-2007 : capitaine de 1er rang P. N. Choulga
- 2007-2012 : capitaine de 1er rang V. A. Jourov
- 2012-…  : capitaine de 1er rang V. A. Jourov

Deuxième équipage
- 1991-1997 : capitaine de 1er rang S. N. Iejov
- 1997-1998 : capitaine de 1er rang K. K. Abramov
- 1998-2001 : capitaine de 1er rang O. G Iakoubina